# Clé: Levanter
Clé: Levanter è il quinto EP del gruppo sudcoreano Stray Kids, pubblicato il 9 dicembre 2019 dalla JYP Entertainment e distribuito tramite Dreamus.
L'EP è stato anticipato dal singolo Double Knot il 9 ottobre 2019 e dal video musicale di Astronaut. Il video dell'apripista Levanter è stato caricato lo stesso giorno di uscita dell'EP.
L'EP era originariamente previsto per il 25 novembre 2019, ma è stato posticipato al 9 dicembre 2019 a causa dell'uscita del membro Woojin dal gruppo il 27 ottobre 2019. L'uscita di Woojin ha portato il gruppo a dover registrare nuovamente le canzoni sull'EP senza la sua voce.

## Antefatti
A metà ottobre con il successo dell'uscita di Double Knot, la JYP ha annunciato che il gruppo terrà l'Olympic Hall dal 23 al 24 novembre, con il prossimo mini-album Clé: Levanter che uscirà il 25 novembre.
Dopo l'annuncio dell'abbandono di Woojin alla fine di ottobre, l'uscita dell'album era prevista per dicembre. I teaser concettuali sono stati diffusi il 27 novembre dopo i teaser del video musicale dal 6 al 7 dicembre e il video musicale completo il 9 dicembre.

## Successo commerciale
Clé: Levanter ha avuto successo in termini di vendite di album, debuttando in cima alla Gaon Album Chart e in cima alla classifica per due settimane consecutive. L'EP è diventato il secondo album più venduto per il numero di dicembre della Gaon Monthly Album Chart con 182 300 copie vendute. L'EP ha anche raggiunto il numero 30 della Gaon Year-End Album Chart per il 2019, diventando l'album più venduto del gruppo nel 2019.

## Tracce
1. Stop – 3:10 (testo: 3Racha – musica: 3Racha, Matthew Tishler, Andrew Underberg, Crash Cove)
2. Double Knot – 3:10 (testo: 3Racha – musica: 3Racha, Nick Furlong, DallasK)
3. Levanter (바람?, BaramLR; "Vento") – 3:16 (testo: 3Racha, J.Y. Park "The Asiansoul", Herz Analog – musica: 3Racha, Hong Ji-sang)
4. Booster – 3:41 (testo: 3Racha – musica: Christian Fast, Henrik Nordenback, Albin Nordqvist)
5. Astronaut – 2:59 (testo: 3Racha – musica: 3Racha, Lorenzo Cosi, YK Koi)
6. Sunshine – 3:42 (testo: Han – musica: Han, Nick Lee, Josh Wei)
7. You Can Stay – 3:28 (testo: 3Racha – musica: 3Racha, Cook Classics)

Traccia aggiuntiva dell'edizione fisica

8.  Mixtape#5  - 3:54 (è una versione riarrangiata con testi diversi di " Hoodie Season " di 3RACHA).

## Classifiche

### Classifiche settimanali
| Classifica (2019) | Posizione massima |
| ----------------- | ----------------- |
| Corea del Sud     | 1                 |
| Spagna            | 85                |

### Classifiche di fine anno
| Classifica (2019) | Posizione |
| ----------------- | --------- |
| Corea del Sud     | 30        |